# Tratado de Madrid (1750)
O Tratado de Madrid foi um tratado firmado na capital espanhola entre os reis João V de Portugal e Fernando VI de Espanha, em 13 de Janeiro de 1750, para definir os limites entre as respectivas colônias sul-americanas, pondo fim assim às disputas. O objetivo do tratado era substituir o Tratado de Tordesilhas, que já não era mais respeitado na prática. Pelo tratado, ambas as partes reconheciam ter violado o Tratado de Tordesilhas na América e nas Filipinas e concordavam que, a partir de então, os limites deste tratado se sobreporiam aos limites anteriores. As negociações basearam-se no chamado Mapa das Cortes, privilegiando a utilização de rios e montanhas para demarcação dos limites. O diploma consagrou o princípio do direito privado romano do uti possidetis, ita possideatis (quem possui de fato, deve possuir de direito), delineando os contornos aproximados do Brasil de hoje.
Apesar de Tomás da Silva Teles (Visconde de Vila Nova de Cerveira) ter representado Portugal, Alexandre de Gusmão foi o redator do Tratado e o idealizador da aplicação do uti possidetis.

## Antecedente

### União Ibérica

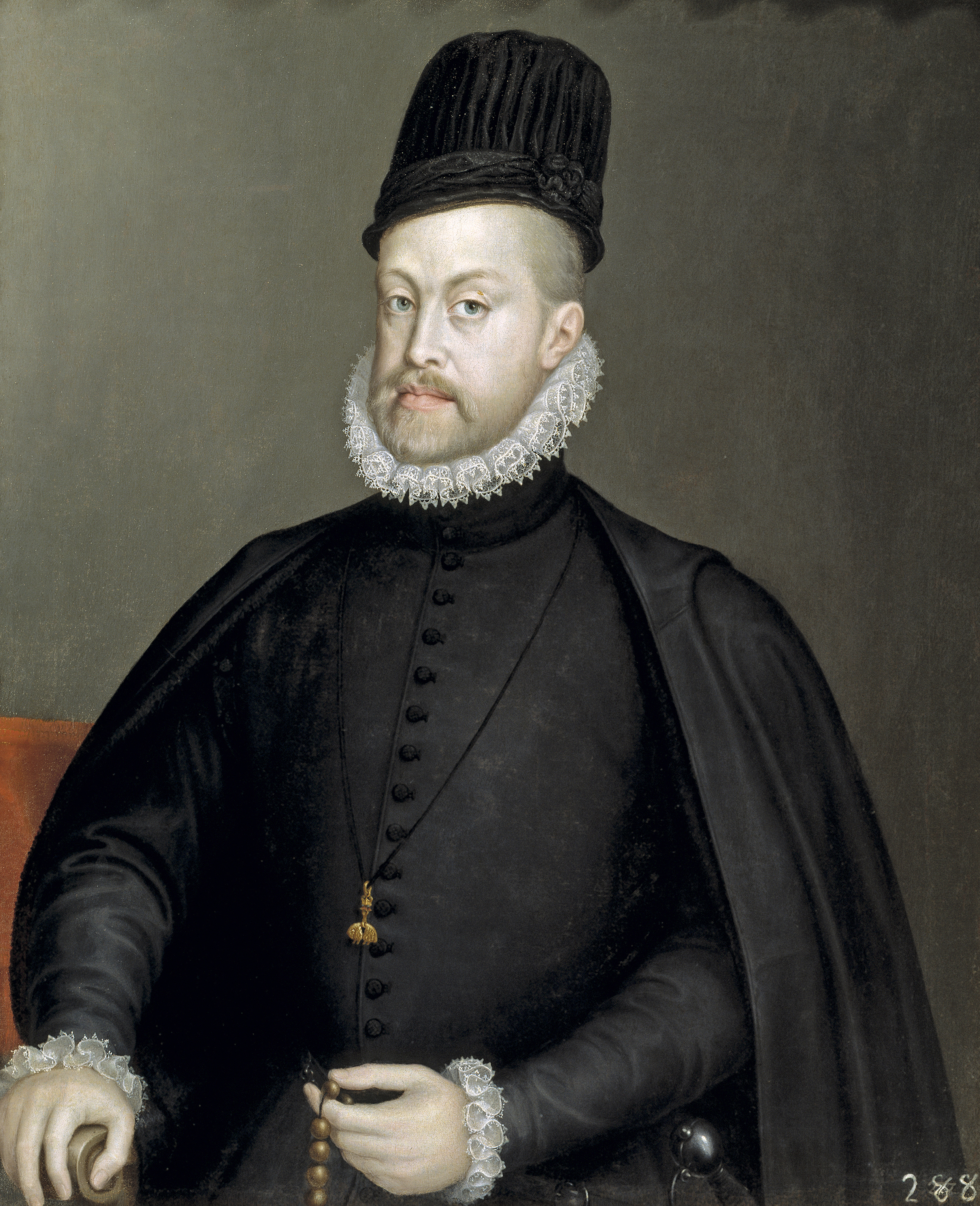
Filipe, rei de Espanha e Portugal.

Com a União Ibérica (1580-1640), embora os respectivos domínios ultramarinos continuassem separados teoricamente, é certo que tanto espanhóis entravam sem grandes problemas em territórios portugueses, quanto lusitanos entravam em terras espanholas, estabelecendo-se e com isso obtendo títulos de propriedade que seriam respeitados pela diplomacia posterior. Esta ótica da questão de fronteiras durante a União é inexata já que continuou existindo uma rivalidade entre os dois povos, porém isso explica em parte esta expansão. Iam se estabelecendo, assim, algumas das futuras fronteiras terrestres do Brasil. Pela orla marítima os portugueses estenderam seus domínios da Baía de Paranaguá ao Rio Oiapoque (antes os extremos no litoral eram Cananéia e Itamaracá). Nesse período conquistaram-se muitas regiões do Nordeste e do Norte (da Paraíba ao Grão-Pará e quase toda a Amazônia). Também houve grande expansão ao Sul (onde bandeiras de caça ao índio destruíram assentamentos jesuíticos espanhóis nos atuais oeste paranaense, no centro do Rio Grande do Sul e no Mato Grosso do Sul, o que contribuiu para incorporar esses territórios ao atual Brasil).
Durante a União Ibérica, o Brasil continuou a ser alvo de estrangeiros como os franceses, porém os maiores inimigos foram os holandeses - que até 1571 tinham seu território dominado pela Espanha, o que motivou sua ação contra os espanhóis e seus aliados. Apesar da força com que invadiram o Brasil e aí se estabeleceram, principalmente na faixa litorânea que hoje vai do Espírito Santo ao Maranhão e de modo peculiar em Pernambuco, eles foram definitivamente expulsos em 1654, 14 anos após a Restauração de Portugal como reino independente.

### A Colônia de Sacramento

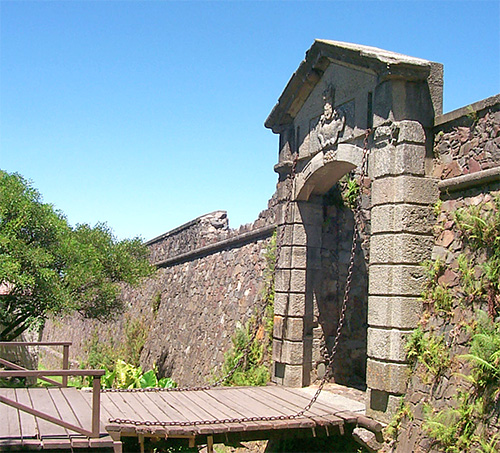
Antiga muralha erguida pelos portugueses na Colônia do Sacramento.

Após a restauração em 1640, a paz entre Portugal e Espanha foi firmada em 1668. Portugal ainda não havia desistido de estender seus domínios até a foz do Prata, razão pela qual o rei ordenou em 1678 a fundação de uma colônia naquela região para sustentar e afirmar seus direitos sobre a localidade. O limite vigente, definido pelo Tratado de Tordesilhas, não era claro, e cada parte tinha a sua interpretação. Para os portugueses, as 370 léguas deveriam ser medidas a partir da Ilha de Santo Antão, em Cabo Verde, mas para os espanhóis, o ponto de partida seria a ilha de São Nicolau. De posse de um mapa, elaborado por João Teixeira, os portugueses afirmavam que a linha, se medida a partir da ilha de São Nicolau, passaria a 19 léguas a leste da região, que estaria sob domínio espanhol, mas se medida a partir da ilha de Santo Antão, passaria a 13 léguas a oeste, e a região seria de domínio português. Em 1679, o governador da capitania do Rio de Janeiro Manuel de Lobo partiu, com apoio dos comerciantes interessados em ampliar seus negócios com a América espanhola, para fundar o que seria o primeiro assentamento português no território que viria a formar o Uruguai. Em frente à cidade de Buenos Aires, na margem oposta do Prata, a colônia se tornaria um centro de contrabando para comerciantes portugueses e ingleses terem acesso a Buenos Aires, durante a proibição do comércio de gêneros do Brasil, como açúcar, tabaco e algodão.
Tão logo tomou ciência da ocupação portuguesa, o governador espanhol mobilizou tropas e desalojou os portugueses da região e prendeu Manuel de Lobo. Após protestos de Portugal que levaram à intervenção do papa Inocêncio XI, a colônia foi devolvida aos portugueses em 1683, o que foi ratificado nos tratados de Lisboa (1701) e de Utrecht (1715). Em 1714, durante a negociação deste último, Alexandre de Gusmão tomou conhecimento dos sentimentos envolvidos. Para os espanhóis, o controle do estuário do Prata, e da navegação da prata oriunda do Peru, era indispensável à segurança do seu império, ameaçado pelos britânicos aliados dos portugueses. A posse exclusiva daquela região representava condição de vida ou morte. Por outro lado, para os portugueses, abandonar a região à nação que haviam derrotado na última guerra era motivo de desonra. Após alguns atritos, o soberano espanhol concedeu o inteiro domínio da margem setentrional do rio da Prata e em 1715, confirmou que o Prata era o limite ao sul do Brasil.
A definição geral dos limites ocorreria em 1750 com o tratado de Madrid. Os Sete Povos das Missões foram deixados em paz até 1750. Pelo tratado, a área dos Sete Povos das Missões passaria a pertencer a Portugal e em troca a Colônia do Sacramento (no sul do atual Uruguai) passaria ao domínio espanhol. Porém os portugueses exigiam a expulsão dos povos missioneiros.

## O Tratado

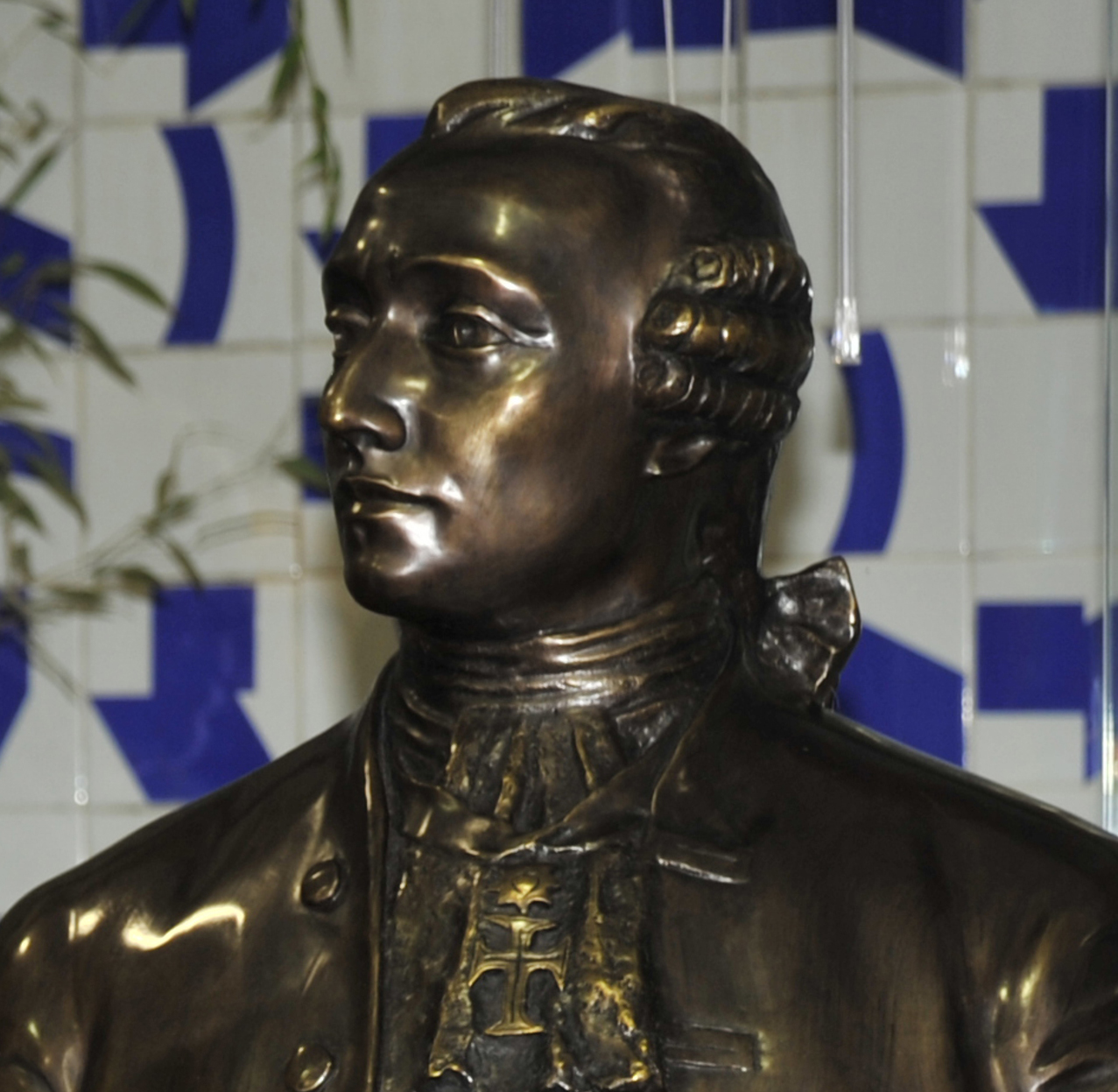
Alexandre de Gusmão foi o redator do Tratado de Madrid.

O Tratado de Madrid foi a primeira tentativa de pôr fim ao litígio entre Espanha e Portugal a respeito dos limites de suas colônias na América do Sul.
Com as epopeias dos bandeirantes, desbravando o interior do Brasil, criando pequenos povoamentos, a validade do antigo Tratado de Tordesilhas estava em xeque. O novo Tratado tinha por objetivo "que se assinalassem os limites dos dois Estados, tomando por balizas as paragens mais conhecidas, tais como a origem e os cursos dos rios e dos montes mais notáveis, a fim de que em nenhum tempo se confundissem, nem dessem ensejo a contendas, que cada parte contratante ficasse com o território que no momento possuísse, à exceção das mútuas concessões que nesse pacto se iam fazer e que em seu lugar se diriam". Assinado em 1750, o tratado não usava as linhas convencionais, mas outro conceito de fronteiras, introduzido neste contexto por Alexandre de Gusmão, a posse efetiva da terra (uti possidetis) e os acidentes geográficos como limites naturais.
Com trabalhos apresentados à Corte espanhola, Gusmão comprovou que as usurpações luso-espanholas em relação à linha de Tordesilhas (1494) eram mútuas, com as portuguesas na América (parte da Amazônia e do Centro-oeste) sendo compensadas pelas da Espanha na Ásia (Filipinas, Ilhas Marianas e Ilhas Molucas).
Em 1746, quando começaram as negociações diplomáticas a respeito do Tratado, Alexandre de Gusmão já possuía os mapas mais precisos da América do Sul, que encomendara aos melhores geógrafos do Reino. Era um dos trunfos com que contava para a luta diplomática que duraria quatro anos.
Alexandre sabia que os espanhóis jamais deixariam em paz uma colônia (Colônia do Sacramento) que lhes prejudicava o tesouro. Além disso, descobrira-se ouro no Brasil, não sendo preciso entrar em conflitos por causa da prata peruana. Para a compensação, já tinha em vista as terras convenientes à coroa portuguesa: os campos dos Sete Povos das Missões, a oeste do Rio Grande do Sul, onde os luso-brasileiros poderiam conseguir grandes lucros criando gado.
Finalmente, em Madrid, a 13 de janeiro de 1750, firmou-se o tratado: Portugal cedia a Colônia do Sacramento e as suas pretensões ao estuário do Prata, e em contrapartida receberia o atual estado do Rio Grande do Sul, partes de Santa Catarina e Paraná (território das missões jesuíticas espanholas), o atual Mato Grosso do Sul, a imensa zona compreendida entre o Alto-Paraguai, o Guaporé e o Madeira de um lado e o Tapajós e Tocantins do outro, regiões estas desabitadas e que não pertenceriam aos portugueses se não fossem as negociações do tratado.
Foi meio continente assegurado a Portugal pela atividade de Alexandre de Gusmão. Para a região mais disputada, o Sul, o santista já enviara, em 1746, casais de açorianos para garantir a posse do terreno. Era uma nova forma de colonização que Alexandre preconizava, através de famílias que produzissem, sem precisar de escravos. Os primeiros sessenta casais fundaram o Porto dos Casais, mais tarde Porto Alegre.
O tratado foi admirável em vários aspectos. Determinou que sempre haveria paz entre as colônias americanas, mesmo quando as metrópoles estivessem em guerra. Abandonou as decisões tomadas arbitrariamente nas cortes europeias por uma visão mais racional das fronteiras, marcadas pelos acidentes naturais do terreno e a posse efetiva da terra. O princípio romano de uti possidetis deixou de se referir à posse de direito, determinada por tratados, como até então tinha sido compreendido, para se fundamentar na posse de fato, na ocupação do território: as terras habitadas por portugueses eram portuguesas, ou seja, o território é daquele que estiver o ocupando e usando.
Entretanto, o tratado logo fez inimigos: os jesuítas espanhóis, expulsos das Missões, e os comerciantes impedidos de contrabandear no rio da Prata. Seus protestos encontraram um inesperado apoio no novo homem forte de Portugal: o Marquês de Pombal.
Um novo acordo — o de El Pardo —, firmado em 12 de fevereiro de 1761, anulou o de Madrid. Mas as bases geográficas e os fundamentos jurídicos por que Alexandre tanto lutara em 1750 acabaram prevalecendo e, em 1777, aqueles princípios anulados em El Pardo ressurgiram no Tratado de Santo Ildefonso. A questão foi ainda objeto de um novo Tratado do Pardo, a 11 de março de 1778.
Devido ao sucesso obtido por Gusmão no Tratado de Madrid, mais tarde o historiador paraguaio padre Bernardo Capdeville se referiria a este como "a vergonha da diplomacia espanhola".

## Consequências

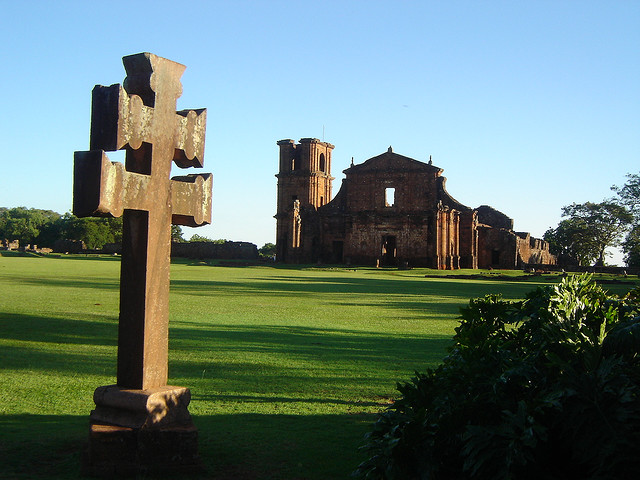
Com o tratado, o território dos Sete Povos das Missões passou a domínio de Portugal e, posteriormente, do Brasil.

O Tratado de Madrid trouxe como consequências imediatas: a revogação do Tratado de Tordesilhas; a consagração do princípio do uti possidetis (quem tem a posse tem o domínio); a mudança da Colônia do Sacramento pelo território dos Sete Povos das Missões; e a definição do rio Uruguai como fronteira oeste do Brasil com a Argentina.
São apontadas como consequências indiretas deste tratado: a concessão à Espanha da navegação exclusiva do Rio da Prata; a criação da Capitania D’El Rey de São Pedro do Rio Grande do Sul; o aumento do poderio militar português no Sul do Brasil; a concessão de parte da Amazônia aos portugueses; a construção do Forte Príncipe da Beira, do Forte do Macapá e do Forte de Tabatinga, entre outros. É também parcialmente responsável pela mudança da capital do Vice-Reino de Salvador (BA) para o Rio de Janeiro.
As demarcações das fronteiras impostas pelo Tratado de Madrid sofreram resistência, particularmente por parte dos índios guaranis, insuflados pelos jesuítas. A reação indígena guarani do cacique José (Sepé) Tiaraju deu início à Guerra Guaranítica (1753-1756). Sepé foi morto três dias antes da última batalha, a de Caiboaté, onde morreram combatendo mais de 1500 índios.
O resultado final desses tratados e de outros que viriam foi fruto da colonização portuguesa desde o século XVI até o XIX que ao penetrar o território, seja por motivos econômicos (mineração na região mais central – Minas, Mato Grosso e Goiás –, pecuária no sertão nordestino e no sul do Brasil e coleta de produtos da floresta, associado à facilidade de navegação da Bacia Amazônica) ou religiosos (como é o caso das missões jesuítas, franciscanas e carmelitas que estiveram em diversas partes do Brasil), expandiu os domínios portugueses de norte a sul e pelo uti possidetis adquiriu terras que antes não lhes pertenciam.
Para a historiografia brasileira, o Tratado de Madrid representa a base histórico-jurídica da formação territorial do país, por ser o primeiro documento a definir com precisão suas fronteiras naturais, sendo considerado, pela historiografia de nacionalidades neutras, um acordo razoável e vantajoso para ambas as partes; salvo o historiador Capistrano de Abreu, que considera o acordo injusto pela migração forçada imposta aos Sete Povos. Para historiadores hispano-americanos, no entanto, este tratado, chamado algumas vezes de "tratado de permuta", teria sido extorquido ao governo espanhol, por incapacidade ou por influência da rainha da Espanha, filha do rei português, já que consideram uma legitimação de uma magna usurpação territorial do que hoje são os países sul-americanos.